# World Games 2017/Teilnehmer (Malta)
| Gelbes Symbol für Goldmedaillen mit stilisierten Olympischen Ringen | Graues Symbol für Silbermedaillen mit stilisierten Olympischen Ringen | Braundes Symbol für Bronzemedaillen mit stilisierten Olympischen Ringen |
| ------------------------------------------------------------------- | --------------------------------------------------------------------- | ----------------------------------------------------------------------- |
| —                                                                   | —                                                                     | —                                                                       |

Malta nahm in Breslau an den World Games 2017 teil. Die Delegation bestand aus 2 Athleten und 2 Athletinnen.

## Teilnehmer nach Sportarten

### Indoor-Rudern
| Frauen              |                              |            |    |
| Jessica Borg Ghigo  | 500 m Offene Gewichtsklasse  | 1:36,9 min | 8  |
| Jessica Borg Ghigo  | 2000 m Offene Gewichtsklasse | 7:25,1 min | 9  |
| Michelle Vella Wood | 2000 m Leichtgewicht         | 8:12,4 min | 8  |
| Männer              |                              |            |    |
| Juan Farrugia       | 2000 m Offene Gewichtsklasse | 6:35,8 min | 14 |
| Glenn Zammit        | 2000 m Leichtgewicht         | 6:49,5 min | 10 |